# Монголия на зимних Азиатских играх 2011
На Зимних Азиатских играх 2011 года Монголию представляло 52 спортсмена, выступавших в 8 видах спорта.

## Медалисты

### Серебро
| Серебро |            |                          |
| №       | Спортсмены | Вид спорта (дисциплина)  |
| 1       | Сборная    | Хоккей с мячом (мужчины) |

### Бронза
| Бронза |                                           |                                                    |
| №      | Спортсмены                                | Вид спорта (дисциплина)                            |
| 1      | Б. Гэрэлт-Од                              | Лыжное ориентирование (спринт, мужчины)            |
| 2      | Б. Гэрэлт-Од                              | Лыжное ориентирование (длинная дистанция, мужчины) |
| 3      | Б. Гэрэлт-Од Б. Бямбадорж Э. Бархуу       | Лыжное ориентирование (эстафета, мужчины)          |
| 3      | А. Наранцэцэг Ч. Отгонцэцэг Н. Ууганцэцэг | Лыжное ориентирование (эстафета, женщины)          |

## Результаты соревнований

### Хоккей с мячом
Состав сборной Монголии по хоккею с мячом на Зимней Азиаде-2011:
1. Бат-Эрдэнэ Чинзориг
2. Баяжих Болдбаяр
3. Баярсайхан Мунхеболд
4. Даваадорж Мөнгөнхуяг
5. Ганбат Нэгуун
6. Ганболд Тамир
7. Жаргалсайхан Баярсайхан
8. Очирпурэв Энхбаяр
9. Сухбаатар Оч
10. Цэвээн Ган-Очир
11. Цогоо Мянгмандорж
12. Цогтоо Шинэбаяр
13. Цогтсайхан Одсайхан